# Amata fouqueti
Amata fouqueti är en fjärilsart som beskrevs av De Joan 1912. Amata fouqueti ingår i släktet Amata och familjen björnspinnare. Inga underarter finns listade i Catalogue of Life.